# Kulamanatti, Sampgaon
Kulamanatti là một làng thuộc tehsil Sampgaon, huyện Belgaum, bang Karnataka, Ấn Độ.